# Anton Dörrer
Anton Dörrer (Innsbruck, 1886. június 13. – Innsbruck, 1968. március 27.) osztrák író, történész, néprajzkutató.

## Élete
Feldkirchben járt gimnáziumba, ezután germanisztikát tanult Innsbruckban és Firenzében, a Firenzei Egyetemen. 1907-től az AV Austria Innsbruck diákszövetség tagja volt. 1919 és 1939 közt az Innsbucki Egyetemi Könyvtárban dolgozott könyvtárosként, ezzel egy időben kapcsolatba került Eduard Reut-Nicolussival, aki a Tiroler Verfassungskanzlei-ban Dél-Tirol politikai jogaiért kampányolt. 1939-ben felvételét kérte a Nemzetiszocialista Német Munkáspártba, de végül 1944-ben elutasították. 1946-ban Hermann Wopfner vezetésével néprajzból habilitált, 1951-ben néprajztanárrá nevezték ki. 1959-ben megkapta a Tiroli Becsületrendet, 1960-ban az Innsbrucki Egyetem Jogi Karán díszdoktori címet kapott.Fia, Fridolin Dörrer (1923-2010) szintén történésznek és levéltárosnak készült, a Tiroli Állami Levéltár vezetője volt. Anton Dörrer testvére, Karl is a levéltár igazgatója volt. 
Írói álneve Anton von der Angerzell volt.

## Válogatott munkái
- Mittelalterliche Mysterienspiele in Tirol, Innsbruck, 1930
- Das Schemenlaufen in Tirol und verwandte alpenländische Masken- und Fasnachtsbräuche. Innsbruck, 2. Auflage 1938 (digitalizált változat Archiválva 2022. január 2-i dátummal a Wayback Machine-ben)
- Bozner Bürgerspiele, Leipzig, 1941
- Tiroler Fasnacht innerhalb der alpenländischen Winter- und Vorfrühlingsbräuche. Wien 1949 (digitalizált változat Archiválva 2022. július 1-i dátummal a Wayback Machine-ben)
- Tiroler Umgangsspiele. Ordnungen und Sprechtexte der Bozner Fronleichnamsspiele und verwandter Figuralprozessionen vom Ausgang des Mittelalters bis zum Abstieg des aufgeklärten Absolutismus (Schlern-Schriften 160). Innsbruck: Wagner 1957 (digitalizált változat Archiválva 2021. december 3-i dátummal a Wayback Machine-ben)

## Fordítás
- Ez a szócikk részben vagy egészben  az   Anton Dörrer című német Wikipédia-szócikk ezen változatának fordításán alapul.  Az eredeti cikk szerkesztőit annak laptörténete sorolja fel. Ez a jelzés csupán a megfogalmazás eredetét és a szerzői jogokat jelzi, nem szolgál a cikkben szereplő információk forrásmegjelöléseként.